# Гарбија (гувернорат)
Гарбија је један од 27 гувернората Египта. Заузима површину од 1.942 km². Према попису становништва из 2006. у гувернорату је живело 4.010.198 становника. Главни град је Танта.

## Становништво
| 2006.     | 2012. (процена) |
| --------- | --------------- |
| 4.010.198 | 4.439.000       |